# Chasm View Nature Trail
Pour les articles homonymes, voir Chasm (homonymie).
Le Chasm View Nature Trail est un sentier de randonnée du comté de Montrose, dans le Colorado, aux États-Unis. Il est situé au sein du parc national de Black Canyon of the Gunnison, où il longe le bord nord du Black Canyon of the Gunnison. Il dessert ce faisant des points de vue panoramiques surplombants qui permettent d'observer l'intérieur de la dépression creusée par la Gunnison, et en particulier le Painted Wall.